# Согдийски език
Согдийският език е мъртъв ирански език, говорен в Согдиана (долината на река Зеравшан в съвременен Узбекистан и Таджикистан) и в градовете Самарканд, Пенджакент и Фергана. Класифицира се като североизточен ирански език. Изчезва напълно към 9 век, а съвременният ягнобски език е негов най-близък сроден език.
Согдийският език е изключително важен от езиковедска гледна точка, тъй като притежава богата литература (християнски, будистки и манихейски религиозни текстове) и се използва за сравнителни изследвания заедно със средноперсийския и партския език.

## Писменост
Писмените паметници на согдийски език използват арамейско писмо в комбинация с пиктограми на арамейски думи, които означават същото понятие на согдийски. Согдийското писмо се възприема впоследствие от уйгурите и монголите.